# Greenville (Californië)
Greenville is een plaats (census-designated place) in de Amerikaanse staat Californië, en valt bestuurlijk gezien onder Plumas County. In augustus 2021 werd zo'n 75% van de stad verwoest door Dixie Fire, een enorme natuurbrand . 

## Demografie
Bij de volkstelling in 2000 werd het aantal inwoners vastgesteld op 1160.

## Geografie
Volgens het United States Census Bureau beslaat de plaats een oppervlakte van
20,7 km², geheel bestaande uit land.

## Plaatsen in de nabije omgeving
De onderstaande figuur toont nabijgelegen plaatsen in een straal van 16 km rond Greenville.

## Geboren
- James Marsters (1962), acteur en muzikant